# Like minds (Gary Burton)
Like minds is een studioalbum van een kwintet bestaande uit Gary Burton, Chick Corea, Pat Metheny, Roy Haynes en Dave Holland. Het album kwam tot stand op initiatief van Metheny, die via e-mail aan Burton had gevraagd of het niet eens tijd werd voor een album, samen met Corea (Burton had in het verleden al eerder met Corea gespeeld). De geschiedenis van de drie gaat echter verder terug. Metheny had Burton en Corea, toen al gevierde musici, in 1973 gezien toen zij samen een concert gaven, Metheny was toen nog talentvol leerling. Het betekende voorts een samenwerking van vier musici, die in de jaren zeventig deel uitmaakten van de ECM-stal (Burton, Corea, Metheny en Holland), maar dan voor platenlabel Concord Jazz. Opnamen vonden plaats in de geluidsstudio Avatar in New York.
Het album kreeg een Grammy Award toebedeeld als beste jazzalbum, bovendien verkocht het dermate goed, dat het de vijfde plaats haalde in de jazzalbumlijst van Billboard. 

## Musici
- Gary Burton – vibrafoon
- Pat Metheny – gitaar
- Chick Corea – piano
- Roy Haynes -  slagwerk
- Dave Holland – contrabas

## Muziek
| Nr. | Titel                                | Duur  |
| --- | ------------------------------------ | ----- |
| 1.  | Question and answer (Metheny)        | 6:24  |
| 2.  | Elucidation (Metheny)                | 5:21  |
| 3.  | Windows (Corea)                      | 6:17  |
| 4.  | Futures (Corea)                      | 10:41 |
| 5.  | Like minds (Burton)                  | 5:50  |
| 6.  | Country roads (Burton)               | 6:26  |
| 7.  | Tears of rain (Metheny)              | 6:33  |
| 8.  | Soon (George Gershwin, Ira Gershwin) | 6:24  |
| 9.  | For a thousand years (Metheny)       | 5:23  |
| 10. | Straight up and down (Corea)         | 9:02  |

Country roads is een nummer dat stamt uit de beginperiode van Burton, album Country roads and other places.